# Triplophysa strauchii
Triplophysa strauchii är en fiskart som först beskrevs av Kessler, 1874.  Triplophysa strauchii ingår i släktet Triplophysa och familjen grönlingsfiskar.

## Underarter
Arten delas in i följande underarter:
- T. s. ulacholicus
- T. s. strauchii